# Ерих Фрид
Ерих Фрид (на немски: Erich Fried) е австрийски поет, белетрист, есеист и преводач.

## Биография
Ерих Фрид е роден във Виена в еврейско семейство.
След Аншлуса на Австрия през 1938 г. и смъртта на баща му вследствие на разпити в Гестапо Фрид емигрира в Лондон, където остава да живее и упражнява различни професии – общ работник, млекар, библиотекар, стъклар. В 1950 г. става редактор на списание „Блик ин ди велт“, а след това сътрудник на немската секция на БиБиСи (до 1968 г.) и на лявото литературно списание „Кюрбискерн“.

## Творчество

### Поезия
Първите публикации на Ерих Фрид са стихосбирките „Германия“ (1944) и „Австрия“ (1945). През 1963 г. поетът става член на свободното литературно сдружение „Група 47“. В творбите си с типичен виенски „черен хумор“ Фрид създава застрашителни „модели“ на света, като провокира читателя към заемане на житейска и гражданска позиция. И в следващите си поетически книги, между които „Предупредителни стихове“ (1964), „Нападки“ (1967), „Въпроси на времето“ (1968), „Покана за безпокойство“ (1972), „Противоотрова“ (1974), „Тъй дойдох сред немците“ (1977), „Шарении“ (1977) и „100 безотечествени стихотворения“ (1978), Фрид излага своя опит в позитивното превъзмогване на миналото и настоящето. Лириката му си служи с архитипни мотиви и символи и е богата на културни асоциации, възникващи от неочаквани словесни образувания, в които понякога са вплетени изрази от древни мъдрости, от народни приказки и детски римушки. Стихосбирките му „Любовни стихотворения“ (1979) и „Каквото е“  (1983) се превръщат в най-четените лирически книги в немскоезичната общност след Втората световна война.

### Проза
Прозата на Ерих Фрид е силно повлияна от света на Франц Кафка и обрисува един демоничен свят на насилие и безизходица. Особена значимост добива романът му „Един войник и едно момиче“ (1960), както и сборниците с текстове „Деца и глумци“ (1965), „Почти всичко възможно“ (1975) и „Безмерността на всички неща“ (1982).

## Награди и отличия
- 1972: „Австрийска награда за художествена литература“
- 1977: Prix International des Editeurs
- 1980: „Литературна награда на Виена“
- 1983: „Бременска литературна награда“
- 1985: Goldenes Ehrenzeichen für Verdienste um das Land Wien
- 1986: Österreichischer Staatspreis für Verdienste um die österreichische Kultur im Ausland
- 1986: Carl-von-Ossietzky-Medaille der Internationalen Liga für Menschenrechte
- 1987: Goldener Schlüssel der Stadt Smederevo (Jugoslawien)
- 1987: „Награда Георг Бюхнер“
- 1988: Почетен доктор на университета в Оснабрюк

В чест на писателя през 1990 г. е учредена австрийската международна литературна награда „Ерих Фрид“.